# Bruggmanniella perseae
Bruggmanniella perseae är en tvåvingeart som beskrevs av Gagne 2004. Bruggmanniella perseae ingår i släktet Bruggmanniella och familjen gallmyggor. Inga underarter finns listade i Catalogue of Life.